# 피에타 (영화)
《피에타》는 2012년 개봉한 대한민국 영화이다. 김기덕 감독의 18번째 장편 영화이다. 제69회 베네치아 국제 영화제 황금사자상을 수상하며 대한민국 영화로는 처음으로 3대 국제 영화제(베네치아, 칸, 베를린)에서 최고상을 수상했다.

## 줄거리
끔찍한 방법으로 채무자들의 돈을 뜯어내며 살아가는 남자 이강도(이정진). 피붙이 하나 없이 외롭게 자라온 그에게 어느날 엄마라는 여자(조민수)가 불쑥 찾아 온다. 여자의 정체에 대해 끊임없이 의심하며 혼란을 겪는 강도. 태어나 처음 자신을 찾아온 그녀에게 무섭게 빠져들기 시작한다. 그러던 어느날 여자는 사라지고, 곧이어 그와 그녀 사이의 잔인한 비밀이 드러나는데...
결코 용서받을 수 없는 두 남녀, 신이시여 이들에게 자비를 베푸소서.

## 캐스팅
- 조민수 - 장미선 역
- 이정진 - 이강도 역
- 우기홍 - 훈철 역
- 강은진 - 훈철부인 역
- 조재룡 - 계송 역
- 이원장 - 상구 역
- 이명자 - 할머니 역
- 허준석 - 자살남 역
- 권세인 - 기타남 역
- 송문수 - 추락남 역
- 김범준 - 명동남 역
- 김재록 - 스님 역
- 진용욱 - 휠체어남 역
- 유하복 - 컨테이너남 역
- 손종학 - 장 사장 역

## 개봉
2012년 9월 4일 베네치아 국제 영화제 경쟁 부문에서 처음 상영되었으며 2012년 9월 6일 대한민국의 극장에서 개봉하였다.
또 영화는 이탈리아와 독일, 러시아, 노르웨이, 터키, 홍콩, 그리스를 포함한 20개국에 판매되었으며, 제85회 아카데미상 외국어영화상 대한민국 출품작으로 선정되었다.

## 수상
- 2012년 제69회 베네치아 국제 영화제 황금사자상('피에타')
  - 젊은 비평가상('피에타')
  - 골든 마우스상('피에타')
  - 나자레노 타데이상('피에타')
- 2012년 은관문화훈장(2등급, 김기덕)
- 2012년 옥관문화훈장(4등급, 조민수, 이정진)
- 2012년 제33회 청룡영화상 최우수작품상('피에타')
- 2012년 제32회 한국영화평론가협회 최우수 작품상('피에타')
  - 감독상(김기덕)
  - 여우주연상(조민수)
  - 국제영화비평가연맹 한국본부상('피에타')
- 2012년 제49회 대종상영화제 여우주연상(조민수)
  - 심사위원 특별상('피에타')
- 2012년 제6회 아시아 태평양 스크린 어워드 심사위원 대상(조민수)
- 2012년 한국영화배우협회 공로상(김기덕, 조민수, 이정진)
- 2012년 서울외신기자클럽 외신홍보상 영화부문('피에타')
- 2012년 제2회 아름다운예술인상 대상('피에타')
- 2012년 제20회 함부르크영화제 더글라스 서크상('피에타')
- 2012년 제13회 도쿄필름엑스 관객상('피에타')
- 2013년 제33회 판타스포르토 국제영화제 감독 주간 여우주연상(조민수)
- 2013년 제7회 아시아 필름 어워드 여자인기상(조민수)
- 2013년 제4회 올해의 영화상 작품상('피에타')
  - 여우주연상(조민수)
- 2013년 제13회 대한민국 국회대상 올해의 배우상(조민수)
- 2013년 제33회 판타스포르토 국제영화제 감독 주간 여우주연상(조민수)
  - 감독 주간 작품상(김기덕)

## 관련 매체
- 2012년 11월, 케이디미디어에서 특별한정판 DVD를 발매했으나 1DISC 사양으로 발매했다. DVD에는 본편 외에 베니스 영화제 수상 장면이나 제작보고회, 예고편 등의 부가 영상이 수록되었으며 감독이나 배우들의 코멘터리는 포함되지 않았다. 또한 수상 기념 특별 엽서 5종과 감독의 사인 인쇄본이 포함되었다. 2013년 2월에는 블루레이를 출시했다.

## 같이 보기
- 대한민국의 아카데미상 외국어영화상 출품작